# Die allseitig reduzierte Persönlichkeit – Redupers
Die allseitig reduzierte Persönlichkeit – Redupers ist ein deutscher Film von Helke Sander. Der Film hatte seine Premiere am 26. Februar 1978 im Forum der Berlinale. Der Kinostart war am 27. Februar 1978, die Erstausstrahlung am 11. Oktober 1979 im ZDF. Der Filmtitel ist eine ironische Anspielung auf das 1965 von Margot Honecker als Volksbildungsministerin der DDR geprägte Erziehungsziel der „allseitig und harmonisch entwickelten sozialistischen Persönlichkeit“.

## Handlung
Edda Chiemnyjewski arbeitet als freie Pressefotografin in West-Berlin. Von den Einkünften kann sie kaum für sich und ihre Tochter sorgen, sodass sie oft bis spät abends arbeitet. Nebenbei muss sie noch den Haushalt versorgen und sich um die Bedürfnisse ihrer Tochter kümmern. Sie versucht, so gut es geht, ihr Privatleben zu bewahren, und gleichzeitig eine Erfüllung im Beruf zu finden. Dem Tagesrhythmus, den sie sich auferlegt hat, kann sie kaum mehr folgen, stattdessen verschwimmen die Strukturen. Edda versucht, ihre Verpflichtungen zu reduzieren, nur einige wichtige Lebensstränge zu verfolgen und andere fallenzulassen. Bei einem neuen Projekt soll sie mit anderen Frauen ihr Bild von der Stadt festhalten. Die Fotos sollen an Werbeflächen angebracht werden und den Tourismus fördern. Die Frauen liefern jedoch ihr ganz eigenes Bild, um kritisch auf vernachlässigte Aspekte hinzuweisen. Damit stoßen sie bald persönlich und politisch an die Grenzen; die Geldgeber sind unzufrieden. Nun müssen die Frauen Listen erfinden, ihre Absichten durchsetzen, Konflikte angehen. Sie sind es nicht gewohnt, in der Welt der Männer zu taktieren.

## Kritik
Der Filmdienst urteilt, der erste Langfilm von Helke Sander erinnere „in seiner Kombination von Fiktion und Dokumentarismus, in seiner essayistischen Argumentationsweise und in seiner trockenen Selbstironie an Alexander Kluge“, allerdings „erweitert um eine feministische Perspektive, die den Film zu einem gelungenen und wichtigen Dokument weiblicher Bewußtwerdung“ mache.

## Auszeichnungen
- 1977: Prädikat „besonders wertvoll“ der Filmbewertungsstelle Wiesbaden
- 1978: besondere Erwähnung im Forum der Berlinale (Interfilm Award)[3]
- 1978: 1. Preis beim Filmfestival Hyéres
- 1978: Prix l’age d’or, Internationale Filmfestspiele Brüssel